# University of Nebraska system
University of Nebraska system är ett universitetssystem som förfogar över fyra offentliga universitet och ett offentligt college i den amerikanska delstaten Nebraska. Lärosäten som är anslutna är University of Nebraska at Kearney, University of Nebraska Lincoln, University of Nebraska Medical Center, University of Nebraska Omaha och Nebraska College of Technical Agriculture. Antalet universitetsstudenter i universitetssystemet var totalt 51 323 (38 663 undergraduate students, 9 732 postgraduate students och 2 928 doktorander), med ytterligare 512 collegestudenter, för hösten 2015.

## Utbildningsinstitutionerna
De utbildningsinstitutionerna som ingår i universitetssystemet.
| Universitet                               | Stad    | Anslöt | Studenter | Undergraduate | Postgraduate | Doktorander |
| ----------------------------------------- | ------- | ------ | --------- | ------------- | ------------ | ----------- |
| University of Nebraska at Kearney         | Kearney | 1991   | 6 747     | 5 108         | 1 639        |             |
| University of Nebraska Lincoln            | Lincoln | 1869   | 25 260    | 20 182        | 4 576        | 502         |
| University of Nebraska Medical Center     | Omaha   | 1902   | 3 790     | 885           | 479          | 2 426       |
| University of Nebraska Omaha              | Omaha   | 1968   | 15 526    | 12 488        | 3 038        |             |
| Totalt                                    | Totalt  | Totalt | 51 323    | 38 663        | 9 732        | 2 928       |
| Nebraska College of Technical Agriculture | Curtis  | 1994   | 512       |               |              |             |
| Totalt                                    | Totalt  | Totalt | 51 835    |               |              |             |